# Minka Kelly
Minka Kelly (született Minka Dumont Dufay; Los Angeles, 1980. június 24.–) amerikai színésznő és modell. 
Első főszerepét az NBC-s Tiszta szívvel foci (2006–2009) című drámasorozatában kapta, majd szerepelt a Vásott szülők (2010–2011), a Charlie angyalai (2011) és az Emberi tényező (2013) című televíziós sorozatokban is. 2018 óta Kelly alakítja Dawn Grangert / Dove-ot a Titánok (DC Universe) című sorozatában.

## Fiatalkora és családja

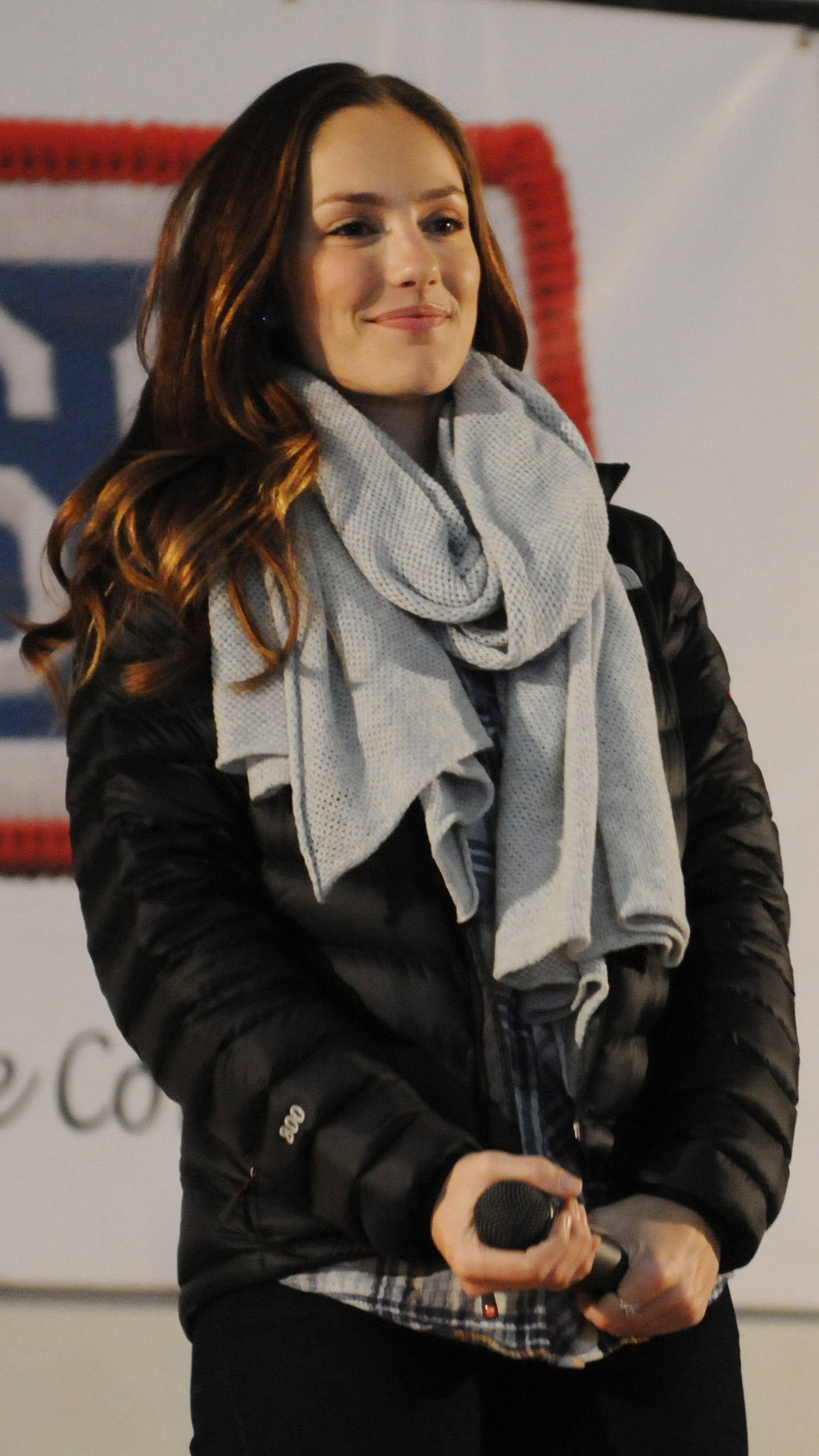
Kelly az USO ünnepi csapatlátogatásán az afganisztáni Bagram repülőtéren 2011-ben

A kaliforniai Los Angelesben született, az Aerosmith egykori gitárosának, Rick Dufaynek és a néhai Maureen Dumont Kelly egyetlen gyermekeként. Édesanyja nevelte fel, aki különféle munkákat végzett. Kelly és édesanyja különböző településekre költöztek, majd az új-mexikói Albuquerque-ben telepedtek le, amikor Kelly középiskolás lett. Kelly édesanyja, 2008-ban, 51 évesen halt meg vastagbélrákban. Francia, ír és holland-indonéz felmenőkkel rendelkezik.

## Magánélete
2007-ben Chris Evans színésszel járt. Kapcsolatukat 2012-ben újrakezdték, majd 2013-ban szakítottak. 2008 májusától 2011 augusztusáig Kelly kapcsolatban volt az akkori New York Yankees baseballjátékossal, Derek Jeterrel. 2017-ben Kelly közel egy évig járt Jesse Williams színésszel, míg a pár 2018-ban szakított.
Kelly szeret főzni és sütni. 2015 júniusában végzett a kaliforniai Culver Cityben található New School of Cooking szakácsiskolában.

## Filmográfia

### Film
| Év   | Magyar cím      | Eredeti cím             | Szerep                    | Magyar hang     |
| ---- | --------------- | ----------------------- | ------------------------- | --------------- |
| 2005 |                 | Devil's Highway         | River                     |                 |
| 2006 |                 | The Pumpkin Karver      | Tammy Boyles              |                 |
| 2006 |                 | State's Evidence        | lány                      |                 |
| 2007 | A királyság     | The Kingdom             | Miss Ross                 |                 |
| 2009 | 500 nap nyár    | 500 Days of Summer      | Autumn                    | Ruttkay Laura   |
| 2011 | A szobatárs     | The Roommate            | Sara Matthews             | Pálmai Anna     |
| 2011 | Kellékfeleség   | Just Go with It         | Joanna Damon              |                 |
| 2011 |                 | Searching for Sonny     | Eden Mercer               |                 |
| 2013 | A komornyik     | The Butler              | Jackie Kennedy            | Kis-Kovács Luca |
| 2015 |                 | The World Made Straight | Dena                      |                 |
| 2015 |                 | Papa: Hemingway in Cuba | Debbie Hunt               |                 |
| 2017 |                 | Naked                   | Callie (cameo)            |                 |
| 2018 | Éjjeli ragadozó | Night Hunter            | Angie                     |                 |
| 2020 |                 | She's in Portland       | Sarah Hill                |                 |
| 2021 |                 | Lansky                  | Maureen                   |                 |
| 2024 |                 | Blackwater Lane         | Cassandra "Cass" Anderson |                 |
| 2024 |                 | Champagne Problems      | ismeretlen szerep         |                 |

Rövidfilm
- The Turbo Charged Prelude for 2 Fast 2 Furious (2003) – lány
- Shady Friend (2019) – Kara

### Televízió
| Év        | Magyar cím                                | Eredeti cím           | Szerep                                        | Megjegyzés                                                                                     |
| --------- | ----------------------------------------- | --------------------- | --------------------------------------------- | ---------------------------------------------------------------------------------------------- |
| 2004      |                                           | Cracking Up           | Monica                                        | 1 epizód                                                                                       |
| 2004      | Drake és Josh                             | Drake & Josh          | Stacey                                        | 1 epizód                                                                                       |
| 2005      |                                           | American Dreams       | Bonnie                                        | 1 epizód                                                                                       |
| 2005      | Tesóm nyakán                              | What I Like About You | Ricki                                         | 3 epizód                                                                                       |
| 2006–2009 | Friday Night Lights - Tiszta szívvel foci | Friday Night Lights   | Lyla Garrity                                  | - főszereplő (1–3. évad) - vendégszerep (4. évad)                                              |
| 2009      |                                           | Body Politic          | Francesca "Frankie" Foster                    | kiadatlan televíziós próbaepizód                                                               |
| 2010–2011 | Vásott szülők                             | Parenthood            | Gaby                                          | - mellékszereplő (9 epizód) - magyar hangja: - Mezei Kitty                                     |
| 2010      | Törtetők                                  | Entourage             | Önmaga                                        | 1 epizód                                                                                       |
| 2011      | Charlie angyalai                          | Charlie's Angels      | Eve French                                    | - főszereplő (8 epizód) - magyar hangja: - Solecki Janka                                       |
| 2013–2014 | Emberi tényező                            | Almost Human          | Valerie Stahl nyomozó                         | - főszereplő - magyar hangja: - Ruttkay Laura                                                  |
| 2015      | Hatalmas ég                               | Away & Back           | Jennie Newsom                                 | - tévéfilm (Hallmark Channel) - magyar hangja: - Szávai Viktória                               |
| 2015      | Úr keres hölgyet                          | Man Seeking Woman     | Whitney                                       | 1 epizód                                                                                       |
| 2016      |                                           | The Path              | Miranda Frank                                 | 4 epizód                                                                                       |
| 2016      |                                           | Star Plates           | önmaga                                        | 2 epizód                                                                                       |
| 2017      | Szeplőtlen Jane                           | Jane the Virgin       | Abbey Whitman                                 | 3 epizód                                                                                       |
| 2017      |                                           | Bull                  | Kara Clayton                                  | 1 epizód                                                                                       |
| 2018      | Az a varázslatos vidéki élet              | The Beach House       | Cara Rudland                                  | tévéfilm (Hallmark Channel)                                                                    |
| 2018–2021 | Titánok                                   | Titans                | Dawn Granger / Galamb                         | - mellékszereplő (1. évad) - főszereplő (2–3. évad; 19 epizód) - magyar hangja: - Csondor Kata |
| 2019      | Tömény történelem                         | Drunk History         | Maurine Dallas Watkins / Florence Nightingale | 2 epizód                                                                                       |
| 2019      |                                           | Ludo à la Maison      | önmaga                                        | websorozat (1 epizód)                                                                          |
| 2020      | Robotcsirke                               | Robot Chicken         | Arya Stark / Kabala bíró (hangja)             | 1 epizód                                                                                       |
| 2022      | Eufória                                   | Euphoria              | Samantha                                      | 4 epizód                                                                                       |
| 2025      | Ransom Canyon                             | Ransom Canyon         | Quinn O'Grady                                 | - 10 epizód - magyar hangja: - Ruttkay Laura                                                   |

### Videóklipek
| Év   | Előadó              | Cím             | Ref.   |
| ---- | ------------------- | --------------- | ------ |
| 2002 | Puddle of Mudd      | She Hates Me    |        |
| 2002 | Something Corporate | If You C Jordan | [ 20 ] |
| 2012 | Maroon 5            | One More Night  | [ 21 ] |

### Videójátékok
| Év   | Cím                   | Szerep | Megjegyzés                                                     |
| ---- | --------------------- | ------ | -------------------------------------------------------------- |
| 2018 | Detroit: Become Human | North  | - hang és motion capture - magyar hangja: - Bogdányi Titanilla |

## Fordítás
- Ez a szócikk részben vagy egészben  a   Minka Kelly című angol Wikipédia-szócikk fordításán alapul.  Az eredeti cikk szerkesztőit annak laptörténete sorolja fel. Ez a jelzés csupán a megfogalmazás eredetét és a szerzői jogokat jelzi, nem szolgál a cikkben szereplő információk forrásmegjelöléseként.